# フェイクニュース あるいはどこか遠くの戦争の話
『フェイクニュース あるいはどこか遠くの戦争の話』（フェイクニュース あるいはどこかとおくのせんそうのはなし）は、NHK総合テレビの「土曜ドラマ」枠で2018年10月20日および10月27日の21時から21時49分に放送されたテレビドラマである。全2回。
大手新聞社からネットメディアに出向中の女性記者が、SNSへの1つの投稿をきっかけに飛び交うフェイクニュースの真相を追求し奮闘する姿を描く。野木亜紀子作によるオリジナル作品で、野木は本作がNHKドラマ初執筆。主演の北川景子も本作がNHKドラマ初主演となる。

## あらすじ
大手新聞社「東日本新聞社」からネットメディア「イーストポスト」に出向中の女性記者・東雲樹は、編集長の宇佐美寛治に命じられてインスタントうどんへの青虫混入事件について取材を開始する。1人の男の真偽不明なSNSへの青虫混入の投稿を発端とした事件はしだいに企業間の紛争にまで拡大し、取材する樹自身にまで矛先が及ぶ中で、樹は記者としてフェイクニュース騒動に立ち向かいながら真実を追求していく。

## 登場人物

### 主要人物
東雲樹（しののめ いつき）
演 - 北川景子
女性記者。ある出来事により、大手新聞社「東日本新聞社」からネットメディア「イーストポスト」に出向している。
猿滑昇太（さるすべり しょうた）
演 - 光石研
菓子メーカー「八ツ峰製菓」の社員で、かつての同社のヒット商品「竹取の里」の開発者。
SNSに「鶴亀うどん」青虫混入の投稿をするが、一時的な感情でおこなったその投稿は、彼自身や家族、会社にまで思いもよらぬ大きな波紋をもたらすことになる。。
西剛（にし つよし）
演 - 永山絢斗
「東日本新聞社」の社会部所属記者。樹の元同僚。
網島史人（あみしま ふみと）
演 - 矢本悠馬
「イーストポスト」所属の若手記者。樹の同僚。
猿滑里留（さるすべり さとる）
演 - 金子大地
猿滑の息子。就職活動中の大学生。父がアップロードしたものとも知らず、青虫混入の投稿をSNSで拡散する。
宇佐美寛治（うさみ かんじ）
演 - 新井浩文
「イーストポスト」編集長。樹の上司。情報の真偽より、PV（ページビュー）数を稼ぐことしか頭にない。
八ツ峰航平（やつみね こうへい）
演 - 岩松了
老舗菓子メーカー「八ツ峰製菓」社長。
最上圭一（もがみ けいいち）
演 - 杉本哲太
川浜県知事選挙に立候補中の元経産省官僚。新聞記者時代の樹の取材相手。

### その他
猿滑睦子（さるすべり むつこ）
演 - 池津祥子
猿滑の妻。
長久保勝（ながくぼ まさる）
演 - 吉田ウーロン太
「八ツ峰製菓」開発部プロジェクトリーダー。社長がヘッドハントして中途入社した。
五十嵐雅子
演 - 小林きな子
「八ツ峰製菓」の従業員。
和田心菜
演 - 筧美和子
偽ブログを作った主婦。
神崎慎平
演 - 坂口涼太郎
まとめサイトの管理人。
春田
演 - 駒木根隆介
青虫混入の張本人。「鶴亀屋食品」の工場で住み込みバイトだった時に出来心から、事を起こした。
松村慶次
演 - 神保悟志
「テイショーフーズ」の広報部長。
沖田忠信
演 - おかやまはじめ
「鶴亀屋食品」の工場長。
真島健
演 - 水野智則
「鶴亀屋食品」の従業員。
アイン
演 - ブンシリ
「鶴亀屋食品」の外国人従業員。
辻本
演 - 山口森広
コンビニエンスストアの店員。
清水功
演 - 安井順平
最上の選挙スタッフ。
福田幸三
演 - 三田村賢二
川浜県の現職知事。青虫混入事件に便乗して、最上を落選させようと目論む。
運転手
演 - 遠山俊也
福田の運転手。
中山秀樹
演 - 神尾佑
「東日本新聞社」社会部の西の上司。
鮫島遊
演 - 永岡佑
広告代理店「SURF and FINE」の責任者。

## スタッフ
- 作 - 野木亜紀子[3][5][6]
- 音楽 - 牛尾憲輔[3]
- 制作統括 - 土屋勝裕[3]
- プロデューサー - 北野拓[3][5]
- 演出 - 堀切園健太郎（前編、後編）[3]、佐々木善春（後編）[3]
- 制作著作 - NHK

## 放送日程
| 放送回 | 放送日   | ラテ欄                                            | 演出                    |
| ------ | -------- | ------------------------------------------------- | ----------------------- |
| 前編   | 10月20日 | 野木亜紀子NHK初オリジナルドラマ!                  | 堀切園健太郎            |
| 後編   | 10月27日 | 暴かれる衝撃の事実 野木亜紀子オリジナルドラマ後編 | 佐々木善春 堀切園健太郎 |

## 受賞歴
- ギャラクシー賞
  - 2018年10月度 月間賞[11][12]
  - 第56回（2018年度） テレビ部門 奨励賞[13]

## 関連商品
シナリオ
- 『ドラマ』2018年12月号（映人社） - 前後編シナリオ掲載
- フェイクニュース あるいはどこか遠くの戦争の話 シナリオブック（2023年3月19日配信、NS書房） - Kindle版

サウンドトラック
- 牛尾憲輔『土曜ドラマ「フェイクニュース」オリジナル・サウンドトラック』（2018年10月21日配信、NHK出版）

DVD
- フェイクニュース あるいはどこか遠くの戦争の話（2019年2月22日発売予定 → 延期・発売日未定、NHKエンタープライズ、NSDS-23588）。延期の理由は、出演者の一人が逮捕されたためと報道されている。